# Volkmar Hopf

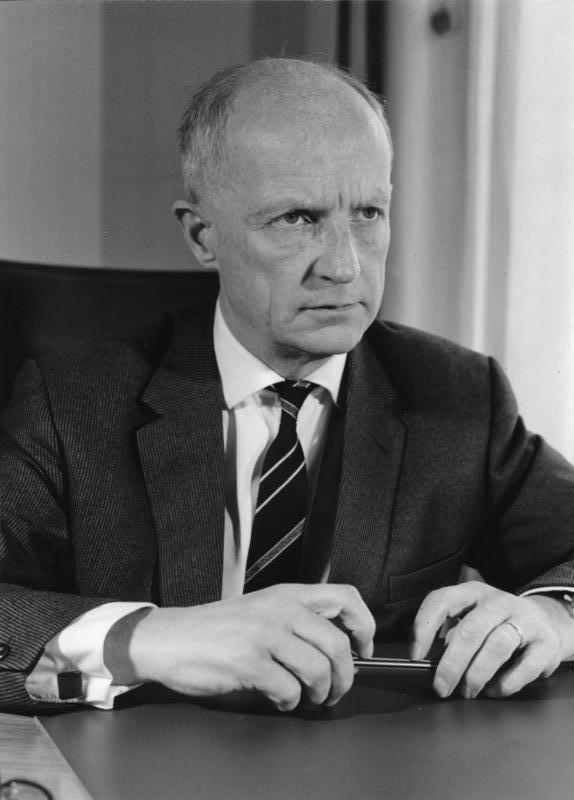
Volkmar Hopf (1962)

Volkmar Hopf (* 11. Mai 1906 in Allenstein; † 22. März 1997 in Wiesbaden) war Jurist, während der Zeit des Nationalsozialismus Landrat im okkupierten Protektorat Böhmen und Mähren und nach Kriegsende Staatssekretär im Bundesministerium der Verteidigung und Präsident des Bundesrechnungshofes.

## Leben
Der Sohn eines Augenarztes studierte Rechtswissenschaft. In der Zeit von 1932 bis 1933 war er Magistratsrat und persönlicher Assistent des Oberbürgermeisters Hans Lohmeyer im ostpreußischen Königsberg und stand der DNVP nahe. Nach der Machtübergabe an die Nationalsozialisten trat er zum 1. Mai 1933 der NSDAP bei (Mitgliedsnummer 2.331.314). Hopf war auch Mitglied im Bund Nationalsozialistischer Deutscher Juristen (BNSDJ) und in der Nationalsozialistischen Volkswohlfahrt (NSV). Er wechselte als Abteilungsleiter und Geschäftsführer zum Deutschen Gemeindetag und beriet die Stadt Preußisch Friedland darüber, mit welcher Beschlussfassung in den städtischen Badeanstalten eine besondere Besuchszeit für die jüdische Bevölkerung festgesetzt werden könne. Hopf war Mitarbeiter bei der Erstellung eines Gesetzeskommentars Das neue Recht in Preußen, der hauptsächlich von Roland Freisler und Ludwig Grauert ausgearbeitet worden war. Ab 1934 war er Landrat im Kreis Franzburg-Barth in Pommern. Er war ein Duzfreund von Dietrich Allers, dem Geschäftsführer der Krankenmord-Aktion T4. Ab 1939 war er Oberlandrat im Kreis Zlín im vom Deutschen Reich okkupierten Protektorat Böhmen und Mähren. Hopf forderte die Vollstreckung von Todesurteilen. Alternierend zur Verwaltungstätigkeit wurde er zwischen 1940 und 1945 auch zur Luftwaffe eingezogen und in dieser Zeit im Amt vertreten. Er fungierte als Fluglehrer, Flugzeugführer und Staffelkapitän. Hopf geriet schließlich im Dienstgrad Oberleutnant der Reserve in Kriegsgefangenschaft.
In der Nachkriegszeit arbeitete Hopf zunächst in Wiesbaden als Verbandssyndikus in der Düngemittelindustrie. Seit 1951 war im Bundesministerium des Innern beschäftigt, wo er zum Ministerialdirigenten aufstieg.
1955 wurde Hopf ins Bundesministerium der Verteidigung versetzt, wo er 1956 als Ministerialdirektor die Leitung der Finanz- und Haushaltsabteilung übernahm. 1959 wurde Hopf beamteter Staatssekretär im Verteidigungsministerium. Im Oktober 1962 wurde er wegen seiner Verwicklung in die Spiegel-Affäre kurzfristig beurlaubt. 1964 wurde Hopf zum Präsidenten des Bundesrechnungshofes  und zum Bundesbeauftragten für Wirtschaftlichkeit in der Verwaltung ernannt. 1971 trat Hopf in den Ruhestand. Er verstarb am 22. März 1997 in Wiesbaden.
1969 erhielt Hopf den Preußenschild, eine Auszeichnung der Landsmannschaft Ostpreußen. Er war Mitglied der Burschenschaft Teutonia Jena (1924–1975).

## Veröffentlichungen
- Wirtschaftlichkeit in der Verwaltung? Kommunale Gemeinschaftsstelle f. Verwaltungsvereinfachung, Köln-Marienburg 1967, http://d-nb.info/367446758.
- Schoettle, E. - Schäfer, F. (Hrsg.): Finanzwissenschaft und Finanzpolitik. Erwin Schoettle von Freunden und Kollegen gewidmet. Herausgegeben von Friedrich Schäfer. J. C. B. Mohr, Tübingen 1964. Beiträge von Wilhelm Conrad etc. und Volkmar Hopf. http://d-nb.info/451267885